# Punta Monti
Punta Monti (spanisch) ist eine Landspitze im Westen der Trinity-Halbinsel im Grahamland auf der Antarktischen Halbinsel. Sie liegt südöstlich der Kevin-Inseln.
Argentinische Wissenschaftler benannten sie. Der weitere Benennungshintergrund ist nicht überliefert.